# 변옥란
변옥란(卞玉蘭, 1322년 ∼ 1395년)은 고려 말 조선 초의 문신이자 조선의 개국공신이다. 본관은 밀양(密陽). 감찰 어사(監察御史) 변현인(卞玄仁)의 후손이며, 증 찬성사(贊成事) 변원(卞元)의 아들이다.

## 생애
1346년(고려 충목왕 2) 액정 내시백(掖庭內侍伯)을 거쳐 예빈시 승(禮賓寺丞)이 되었다. 1360년(공민왕 9) 진주 판관(晉州判官)을 지내고, 1367년 전법 정랑(典法正郞)으로 전라도 안렴사(按廉使)를 역임하였다.
1368년 화녕 소윤(和寧少尹)이 되었으며, 1372년 수원 부사(水原府使)가 되었다.
1375년(우왕 1) 선공 판사(繕工判事)로 임명되었고, 1376년 내부 판사(內府判事)로 옮겼는데, 양광도 안렴사(楊廣道按廉使) 신원좌(辛元佐)가 수원 사람으로서 옥란의 포장(褒狀)을 올리게 되어 전농 판사(典農判事)로 통헌(通憲)의 계급을 받아, 얼마 안 되어 봉익(奉翊)으로 승급하여 청주 목사(淸州牧使)로 나갔다가, 1380년에 충주 목사(忠州牧使)가 되었다. 모친상을 당하여 복을 벗은 뒤, 10년 동안 한가하게 지내다가, 1390년(공양왕 2) 호조판서에 이어 병조판서를 지내고, 1391년 이조판서(吏曹判書)에 제수되었다.
1392년 조선 건국 후 태조가 즉위하자 기로(耆老)를 예우(禮遇)하는 시책에 따라 검교 판중추원사(檢校判中樞院事)에 임명되고 개국원종공신(原從功臣)에 책훈되었다.
1395년 1월 23일 집에서 병으로 졸(卒)하였으니, 나이 74세였다. 부음(訃音)이 이르자, 왕이 심히 슬퍼하여 말하였다. "이 노인을 실직(實職) 중추원 사로 쓰려고 했더니 하는 수 없구나!"
변옥란은 천품이 강명(剛明)하고 마음가짐이 어질고 인자하였으며, 고향 고을 사람들이 그의 효성과 우애를 칭찬하였다. 서울과 지방의 벼슬을 역임하여 모두 업적이 훌륭하였다. 항상 자제들에게 훈계하기를, "임금을 섬기는 데는 지성으로 해야 하고, 관직을 맡아서는 부지런해야 하며, 세도에 아부하고 재물을 모으려는 마음을 갖지 말라." 하였으며, 임금에게 충성하고 나랏일을 걱정하는 것은 늙도록 쇠하지 않았다.
아들은 둘이 있는데 변중량(卞仲良)은 벼슬이 우부승지(右副承旨)에 이르렀고, 변계량(卞季良)은 대제학을 지냈다.

## 가족
- 조부 : 변고적(卞高廸)
  - 아버지 : 증 찬성사(贊成事) 변원(卞元)
  - 처부 : 전객서부령(典客署副令) 성공필(成公弼)
    - 배우자 : 창녕 성씨(昌寧成氏)
      - 아들 : 변중량(卞仲良)
      - 며느리 : 전주 이씨(全州李氏) - 이원계(李元桂, 이성계의 백형)의 딸

    - 배우자 : 제위보부사(濟危寶副使) 조석(曺碩)의 딸 *태종 서얼차대법,계량은 세종 활동, 첩실과 후처의 차이가 다른 것인지,불분명.변중량과 계량은 친형제로 알려짐.
      - 아들 : 변계량(卞季良)